# Let's Encrypt
Let's Encrypt is een non-profit certificaatautoriteit opgericht door de Internet Security Research Group op 16 april 2016. Het geeft X.509-certificaten uit voor het Transport Layer Security (TLS) encryptie-protocol, zonder dat dit kosten met zich meebrengt. Het is de grootste certificaatautoriteit ter wereld die door meer dan 350 miljoen websites wordt gebruikt. De certificaten worden uitgegeven via een geautomatiseerd proces dat is ontworpen om het tot nu toe complexe proces van handmatige validatie, ondertekening, installatie en hernieuwing van certificaten voor beveiligde websites te elimineren.
Het project heeft als doel om gecodeerde verbindingen met websites alomtegenwoordig te maken. Door het elimineren van betalingen, webserverconfiguratie en certificaatvernieuwingstaken wordt de drempel om een TLS-codering in te stellen en te onderhouden aanzienlijk lager. Op een Linux-webserver volstaat de uitvoering van slechts twee opdrachten om een HTTPS-codering in te stellen en certificaten te verwerven en te installeren. Enkel domein gevalideerde certificaten worden uitgegeven, omdat deze te automatiseren zijn en geen specifieke eisen omtrent identiteitscontrole vereisen, in tegenstelling tot uitgebreid gevalideerde SSL-certificaten.